# Convocazioni al campionato mondiale maschile under 19 di pallavolo 2003
Elenco dei giocatori convocati per il campionato mondiale under 19 2003.

## Australia
| N° | Nome             | Ruolo | Data di nascita  | Squadra             |
| -- | ---------------- | ----- | ---------------- | ------------------- |
| -  | Russell Borgeaud | All   | -                | -                   |
| 3  | Thomas Bawden    | S/O   | 27 febbraio 1986 | Victorian Melbourne |
| 5  | Nigel Panagopka  | C     | 19 luglio 1987   | AIS                 |
| 6  | Philip Austin    | P     | 29 ottobre 1986  | AIS                 |
| 8  | Andrew Grant     | C     | 22 aprile 1985   | AIS                 |
| 9  | Paul Sanderson   | S     | 7 gennaio 1986   | Victorian Melbourne |
| 10 | Shane Alexander  | P     | 7 gennaio 1986   | AIS                 |
| 11 | Philip De Salvo  | L     | 11 marzo 1985    | AIS                 |
| 12 | Travis Moran     | S     | 16 agosto 1985   | Norwood Bears       |
| 14 | Zane Christensen | S/O   | 19 luglio 1985   | AIS                 |
| 15 | Nils Langford    | C     | 8 luglio 1987    | Volleyball ACT      |
| 16 | Joshua Urbanski  | S     | 6 maggio 1985    | AIS                 |
| 17 | Nathan Roberts   | S     | 17 febbraio 1986 | AIS                 |

## Brasile
| N° | Nome               | Ruolo | Data di nascita | Squadra              |
| -- | ------------------ | ----- | --------------- | -------------------- |
| -  | Percy Oncken       | All   | -               | -                    |
| 1  | Douglas Barboza    | C     | 25 marzo 1985   | Banespa              |
| 3  | Luiz Coelho        | P     | 12 marzo 1985   | Minas                |
| 4  | Thiago Machado     | S/O   | 19 gennaio 1986 | Banespa              |
| 5  | Thiago Alves       | S     | 26 luglio 1986  | Grêmio Náutico União |
| 7  | Victor Gonçalves   | S     | 14 maggio 1985  | União Suzano         |
| 8  | Fábio Paes         | L     | 15 marzo 1985   | Pinheiros            |
| 10 | Breno de Oliveira  | S     | 11 gennaio 1986 | Minas                |
| 12 | Danilo de Carvalho | C     | 10 gennaio 1985 | Minas                |
| 13 | Igor Pinto         | S/O   | 29 luglio 1985  | Minas                |
| 14 | Moyses Keller      | C     | 17 maggio 1985  | CCM Paraná           |
| 15 | Silmar de Almeida  | S     | 6 agosto 1986   | Banespa              |
| 16 | Everaldo da Silva  | P     | 28 maggio 1985  | Fluminense           |

## Cina
| N° | Nome          | Ruolo | Data di nascita  | Squadra  |
| -- | ------------- | ----- | ---------------- | -------- |
| -  | Lu Yajun      | All   | -                | -        |
| 1  | Sui Zheng     | -     | 15 giugno 1986   | Bayi     |
| 2  | Wang Zhen     | -     | 24 gennaio 1985  | Shandong |
| 3  | Wang Lei      | -     | 21 maggio 1985   | Shandong |
| 5  | Zhang Mingwei | S     | 2 febbraio 1986  | Liaoning |
| 7  | Sun Chuankun  | L     | 17 aprile 1985   | Shandong |
| 8  | Yu Yue        | -     | 15 febbraio 1986 | Liaoning |
| 9  | He Maosheng   | -     | 3 agosto 1986    | Shandong |
| 11 | Yu Dawei      | -     | 1º febbraio 1987 | Shandong |
| 13 | Ji Zhe        | -     | 25 ottobre 1986  | Henan    |
| 14 | Li Jianfeng   | -     | 11 dicembre 1986 | Liaoning |
| 15 | Zhang Chen    | S     | 28 giugno 1985   | Jiangsu  |
| 16 | Liu Xiaobao   | -     | 30 agosto 1985   | Shandong |

## Egitto
| N° | Nome                      | Ruolo | Data di nascita  | Squadra |
| -- | ------------------------- | ----- | ---------------- | ------- |
| -  | Ehab Eldi                 | All   | -                | -       |
| 1  | Yousef Afifi              | L     | 5 maggio 1985    | -       |
| 4  | Mohamed Badawy            | S     | 11 gennaio 1986  | -       |
| 5  | Mostafa El Belbeisy       | -     | 1º maggio 1985   | -       |
| 6  | Sayed Ahmed               | -     | 29 maggio 1985   | -       |
| 7  | Amr Gomaa                 | -     | 1º agosto 1985   | -       |
| 8  | Mohamed El Hosseiny       | S     | 12 luglio 1986   | -       |
| 10 | Ehab Mohamed              | -     | 15 giugno 1986   | -       |
| 11 | Mahmoud Abdelkader        | S     | 12 maggio 1985   | -       |
| 12 | Ahmed Ashraf              | -     | 18 gennaio 1985  | -       |
| 13 | Khaled Abo Elela          | -     | 1º febbraio 1986 | -       |
| 15 | Ahmed Mosaad Abdel Fattah | C     | 14 giugno 1986   | -       |
| 17 | Ahmed Sameh Abdel Fattah  | -     | 23 giugno 1985   | -       |

## India
| N° | Nome               | Ruolo | Data di nascita  | Squadra |
| -- | ------------------ | ----- | ---------------- | ------- |
| -  | H.D. Krishnappa    | All   | -                | -       |
| 1  | Guttikonda Pradeep | C     | 27 ottobre 1987  | -       |
| 2  | Kamaraj Ramaswamy  | -     | 14 luglio 1985   | -       |
| 4  | Rampal Rampal      | -     | 9 dicembre 1985  | -       |
| 5  | Dinesh Singh       | -     | 28 dicembre 1985 | -       |
| 7  | Darshan Singh      | -     | 17 aprile 1985   | -       |
| 8  | Nair Rathish       | -     | 15 ottobre 1985  | -       |
| 10 | Singh Kulvant      | L     | 11 gennaio 1985  | -       |
| 11 | Varghese Ginson    | -     | 31 maggio 1986   | -       |
| 15 | Sanjay Kumar       | S/O   | 5 maggio 1985    | -       |
| 16 | Kumar Mukesh       | -     | 27 marzo 1986    | -       |
| 17 | Tomar Vikash       | -     | 7 luglio 1985    | -       |
| 18 | Satya Srikant      | -     | 1º giugno 1985   | -       |

## Iran
| N° | Nome                   | Ruolo | Data di nascita   | Squadra |
| -- | ---------------------- | ----- | ----------------- | ------- |
| -  | Naser Shahnazi         | All   | -                 | -       |
| 1  | Behzad Behnejad        | -     | 26 maggio 1985    | -       |
| 3  | Saeid Marouf           | P     | 20 ottobre 1985   | -       |
| 4  | Mansour Zadvan         | S     | 6 gennaio 1987    | -       |
| 5  | Moslem Mohammadizadeh  | L     | 11 agosto 1985    | -       |
| 6  | Sadeghi Maleki Vahid   | -     | 25 luglio 1985    | -       |
| 7  | Mehdi Ranjbar          | -     | 1º gennaio 1985   | -       |
| 8  | Mohammad Mohammadkazem | S/O   | 28 settembre 1985 | -       |
| 10 | Salehinezhad Rouhollah | -     | 7 marzo 1985      | -       |
| 11 | Mohsen Razeghi         | -     | 23 gennaio 1985   | -       |
| 14 | Mohammad Soleimani     | S/O   | 23 settembre 1987 | -       |
| 16 | Adel Gholami           | P     | 9 febbraio 1986   | -       |
| 17 | Arash Sadeghiany       | S     | 15 febbraio 1985  | -       |

## Italia
| N° | Nome                 | Ruolo | Data di nascita  | Squadra             |
| -- | -------------------- | ----- | ---------------- | ------------------- |
| -  | Gianluca Bastiani    | All   | 26 dicembre 1956 | -                   |
| 2  | Alberto Elia         | C     | 12 agosto 1985   | Treviso             |
| 4  | Mauro Ricci Petitoni | L     | 16 maggio 1985   | 4 Torri Ferrara     |
| 5  | Stefano Mengozzi     | C     | 6 maggio 1985    | Robur Ravenna       |
| 7  | Renato Orsini        | S/O   | 10 luglio 1985   |                     |
| 8  | Emiliano Cortellazzi | P     | 14 aprile 1985   |                     |
| 9  | Mattia Rosso         | S     | 28 maggio 1985   | Piemonte            |
| 10 | Lorenzo Gemmi        | S     | 25 agosto 1985   | Lube                |
| 11 | Vincenzo Tamburo     | S/O   | 1º ottobre 1985  | Folgore San Miniato |
| 12 | Dragan Travica       | P     | 28 luglio 1986   | Falconara           |
| 14 | Giuseppe Muccio      | C     | 18 marzo 1985    | Materdomini         |
| 16 | Matteo Cacchiarelli  | L     | 3 ottobre 1985   | Lube                |
| 18 | Riccardo Sangiorgio  | S     | 14 luglio 1986   | Daytona             |

## Marocco
| N° | Nome                | Ruolo | Data di nascita  | Squadra |
| -- | ------------------- | ----- | ---------------- | ------- |
| -  | Rim Abdellaoui Maan | All   | -                | -       |
| 1  | Zakaria Bairi       | S     | 1º febbraio 1985 | -       |
| 2  | Noussair Harrati    | -     | 25 giugno 1985   | -       |
| 3  | Annas Nasma         | L     | 1º luglio 1985   | -       |
| 5  | Abdelaziz Khallouf  | S     | 19 aprile 1985   | -       |
| 6  | Mohamed Marzouqi    | -     | 7 gennaio 1985   | -       |
| 7  | Hicham Esseddyq     | S/O   | 16 maggio 1985   | -       |
| 8  | Mohammed Waddane    | C     | 14 novembre 1986 | -       |
| 9  | Amine Lankaoui      | -     | 17 marzo 1985    | -       |
| 10 | Ismail Kenzi        | -     | 21 agosto 1985   | -       |
| 11 | Idriss Cherqi       | -     | 5 luglio 1986    | -       |
| 12 | Ismail Ouchadi      | -     | 8 aprile 1985    | -       |
| 13 | Adil Bsina          | -     | 2 settembre 1985 | -       |

## Paesi Bassi
| N° | Nome                  | Ruolo | Data di nascita   | Squadra          |
| -- | --------------------- | ----- | ----------------- | ---------------- |
| -  | Gido Vermeulen        | All   | 6 ottobre 1964    | -                |
| 1  | Lars Lorsheijd        | C     | 8 giugno 1985     | SSS              |
| 2  | Thijs Pietersen       | S     | 12 marzo 1985     | Longa'59         |
| 3  | Jelte Maan            | L     | 19 marzo 1986     | Sliedrecht       |
| 5  | Wilco van Wijk        | S/O   | 28 febbraio 1985  | Omniworld        |
| 6  | Yannick van Harskamp  | P     | 2 aprile 1986     | SSS              |
| 7  | Thijs van Noorden     | S     | 23 luglio 1985    | SSS              |
| 8  | Bart-Jan van der Mark | C     | 20 maggio 1985    | SSS              |
| 9  | Jan Willem Snippe     | S     | 21 maggio 1986    | SSS              |
| 10 | Jeroen Rauwerdink     | S     | 13 settembre 1985 | Dynamo Apeldoorn |
| 12 | Tije Vlam             | C     | 9 ottobre 1985    | Omniworld        |
| 13 | Niels Klapwijk        | S/O   | 19 settembre 1985 | SSS              |
| 15 | Sijme van Jaarsveld   | C     | 12 giugno 1986    | Omniworld        |

## Polonia
| N° | Nome                 | Ruolo | Data di nascita  | Squadra         |
| -- | -------------------- | ----- | ---------------- | --------------- |
| -  | Adam Kowalski        | All   | -                | -               |
| 1  | Marcel Gromadowski   | S/O   | 19 dicembre 1985 | Gwardia Wrocław |
| 2  | Tomasz Drzyzga       | L     | 9 ottobre 1985   | SMS Spała       |
| 3  | Bartosz Gawryszewski | C     | 22 agosto 1985   | Wola Warszawa   |
| 4  | Sebastian Pęcherz    | S/O   | 12 dicembre 1985 | Volley Rybnik   |
| 5  | Michał Żuk           | S     | 4 luglio 1985    | SMS Spała       |
| 6  | Maciej Kordysz       | S     | 2 agosto 1985    | MKS Oława       |
| 7  | Michał Kozłowski     | P     | 16 febbraio 1985 | SMS Spała       |
| 9  | Patryk Czarnowski    | C     | 1º novembre 1985 | SMS Spała       |
| 10 | Marcin Możdżonek     | C     | 9 febbraio 1985  | SMS Spała       |
| 13 | Kamil Burzec         | -     | 22 marzo 1985    | -               |
| 17 | Piotr Skrok          | P     | 30 giugno 1985   |                 |
| 18 | Michał Kamiński      | S/O   | 17 maggio 1987   | SMS Spała       |

## Porto Rico
| N° | Nome              | Ruolo | Data di nascita  | Squadra              |
| -- | ----------------- | ----- | ---------------- | -------------------- |
| -  | Carlos Arroyo     | All   | -                | -                    |
| 1  | Emmanuel Vázquez  | C     | 5 giugno 1985    | Playeros de San Juan |
| 2  | Dimar López       | S/O   | 23 agosto 1986   | Bayamón MA           |
| 3  | Juan Caballero    | S/O   | 14 novembre 1985 |                      |
| 4  | Guillermo Díaz    | S/O   | 4 marzo 1985     | Bayamón MA           |
| 6  | Juan Figueroa     | S     | 6 marzo 1986     | Bayamón MA           |
| 7  | Josué Núñez       | C     | 7 maggio 1985    | Discípulos de Cristo |
| 8  | Iván Pérez        | S     | 13 febbraio 1985 | Colegio San Benito   |
| 9  | Julio Acevedo     | P     | 3 gennaio 1985   | Colegio Marista      |
| 11 | Carlos Ramírez    | C     | 12 maggio 1986   | -                    |
| 12 | Edgardo Hernández | L     | 21 gennaio 1985  | Colegio Marista      |
| 13 | Fernando Barrón   | S     | 18 novembre 1985 | Cupeyville School    |
| 14 | Eric Gallardo     | P     | 14 maggio 1985   | Colegio San Benito   |

## Rep. Ceca
| N° | Nome            | Ruolo | Data di nascita  | Squadra |
| -- | --------------- | ----- | ---------------- | ------- |
| -  | Petr Juda       | All   | -                | -       |
| 1  | Michal Hrazdíra | S     | 21 ottobre 1985  | Brno    |
| 2  | Ondřej Fortuník | P     | 28 novembre 1986 | -       |
| 3  | Jakub Čermak    | -     | 6 marzo 1985     | -       |
| 4  | Luboš Novák     | P     | 8 gennaio 1985   | -       |
| 5  | Jakub Veselý    | C     | 2 settembre 1986 | Olomouc |
| 6  | Tomáš Fila      | S     | 12 luglio 1985   | -       |
| 8  | Jan Hrubý       | -     | 9 giugno 1985    | -       |
| 9  | Jakub Vencovský | S/O   | 14 gennaio 1985  | -       |
| 11 | Pavel Kolář     | S/O   | 3 febbraio 1985  | -       |
| 12 | Jiří Moucha     | -     | 12 aprile 1985   | -       |
| 17 | Jiří Homola     | -     | 18 luglio 1985   | -       |
| 18 | Jiří Bence      | L     | 8 maggio 1985    | -       |

## Russia
| N° | Nome               | Ruolo | Data di nascita   | Squadra      |
| -- | ------------------ | ----- | ----------------- | ------------ |
| -  | Sergeij Čliapnikov | All   | -                 | -            |
| 1  | Anton Bessonov     | -     | 8 aprile 1985     | -            |
| 3  | Chačatur Stepanjan | L     | 31 marzo 1985     | -            |
| 4  | Pavel Kruglov      | S/O   | 17 settembre 1985 | Dinamo Mosca |
| 5  | Dmitrij Šestak     | C     | 26 novembre 1986  | -            |
| 6  | Valentin Stril'čuk | P     | 11 gennaio 1985   | -            |
| 7  | Aleksej Ostapenko  | C     | 26 maggio 1986    | Jaroslavič   |
| 8  | Sergej Grankin     | P     | 21 gennaio 1985   | Jaroslavič   |
| 9  | Roman Danilov      | S     | 4 gennaio 1985    | -            |
| 10 | Dmitrij Černjad'ev | -     | 17 novembre 1985  | -            |
| 11 | Aleksej Ožiganov   | -     | 22 giugno 1985    | -            |
| 12 | Andrej Maksimov    | S/O   | 4 luglio 1985     | -            |
| 15 | Alexandar Volkov   | C     | 14 febbraio 1985  | Dinamo Mosca |

## Slovacchia
| N° | Nome            | Ruolo | Data di nascita   | Squadra           |
| -- | --------------- | ----- | ----------------- | ----------------- |
| -  | Ivan Hiadlovsky | All   | -                 | -                 |
| 1  | Martin Sopko    | S     | 30 gennaio 1987   | Prešov            |
| 2  | Peter Filo      | -     | 26 luglio 1985    | Trenčín           |
| 3  | Richard Seifert | -     | 16 luglio 1986    | Trenčín           |
| 4  | Peter Szöke     | -     | 3 febbraio 1985   | Trenčín           |
| 5  | Ivan Valent     | -     | 30 settembre 1985 | Trenčín           |
| 8  | Lukáš Diviš     | S     | 20 febbraio 1986  | SK Stavbar Zilina |
| 9  | Tomáš Šomko     | -     | 16 settembre 1985 | Trenčín           |
| 10 | Tomáš Emmel     | L     | 2 gennaio 1986    | Trenčín           |
| 11 | Milan Javorčík  | -     | 19 giugno 1985    | AVK Revuca        |
| 13 | Jakub Krč-Turba | -     | 27 gennaio 1985   | SVK Zvolen        |
| 14 | Milan Bencz     | S/O   | 5 settembre 1987  | Trenčín           |
| 15 | Juraj Zaťko     | P     | 5 giugno 1987     | Inter Bratislava  |

## Thailandia
| N° | Nome                  | Ruolo | Data di nascita   | Squadra        |
| -- | --------------------- | ----- | ----------------- | -------------- |
| -  | Kongsawat Apichat     | All   | -                 | -              |
| 1  | Sahachai Baohueng     | L     | 26 maggio 1985    | BEC World      |
| 3  | Chainarong Tamjunthuk | -     | 26 gennaio 1985   | BEC World      |
| 6  | Witoor Ulis           | -     | 20 aprile 1985    | BEC World      |
| 7  | Watchara Boonkongkaew | -     | 15 febbraio 1986  | King's College |
| 10 | Shotivat Tivsuwan     | -     | 20 luglio 1986    | BEC World      |
| 11 | Kittikun Sriutthawong | -     | 10 gennaio 1986   | BEC World      |
| 12 | Weerapong Niyomrod    | -     | 22 febbraio 1985  | King's College |
| 13 | Wanchai Tabwises      | -     | 11 febbraio 1986  | BEC World      |
| 14 | Teeradate Sukthaworn  | -     | 29 gennaio 1985   | King's College |
| 15 | Utid Junsumpow        | -     | 17 settembre 1985 | BEC World      |
| 16 | Ratchapoom Samthong   | -     | 18 gennaio 1985   | BEC World      |
| 17 | Arnon Paungampai      | -     | 24 maggio 1985    | BEC World      |

## Venezuela
| N° | Nome              | Ruolo | Data di nascita   | Squadra |
| -- | ----------------- | ----- | ----------------- | ------- |
| -  | Miguel Cambero    | All   | -                 | -       |
| 2  | Yanis Rojas       | P     | 19 agosto 1985    | Vargas  |
| 3  | Ismel Ramos       | S/O   | 18 aprile 1985    | Bolívar |
| 4  | Joel Silva        | L     | 14 settembre 1985 | Apure   |
| 5  | Carlos Putignano  | -     | 17 settembre 1986 | Lara    |
| 7  | Johan Urdaneta    | -     | 20 aprile 1986    | Zulia   |
| 8  | Deivi Yustiz      | -     | 15 giugno 1985    | Yaracuy |
| 10 | Luis Infante      | S     | 13 maggio 1986    | Aragua  |
| 11 | Renzo Sánchez     | C     | 13 febbraio 1985  | Aragua  |
| 13 | Franklin García   | S/O   | 21 novembre 1985  | Barinas |
| 14 | Rodolfo Zerquera  | S     | 31 marzo 1986     | Yaracuy |
| 15 | Francisco Soteldo | P     | 23 marzo 1986     | Lara    |
| 18 | Alexander Giménez | S/O   | 3 marzo 1986      | Yaracuy |